# Ле монд діпломатік
Монд діпломатік (фр. Le Monde diplomatique — укр. Дипломатичний світ; французькі читачі називають газету Le Diplo) — французький щомісячний політичний журнал, філіал концерну французької газети «Le Monde». «Le Monde diplomatique» має свою незалежну позицію та концепцію розвитку.
Газету було створено забезпечення спеціальною аналітичною інформацією з різноманітних міжнародних і зовнішньополітичних проблем урядові і дипломатичні кола Франції та дипломатичні представництва країни за кордоном. Видання дипломатичних кіл та великих міжнародних організацій.
Видання належить Le Monde  diplomatique SA, дочірній компанії Le Monde. У всьому світі налічується сімдесят одне видання двадцятьма шістьома мовами. Станом на березень 2008 року очолює Серж Алімі. Редактор — Ален Греш.

## Історія
Франція після Другої світової війни стала фактично одним із головних ідеологів європейської інтеграції, яка допомогла інтегрувати і повоєнну Німеччину в Європу, потребувала друкованого органу для інформування політичних кіл про розвиток як французької зовнішньої політики, так і політичної і воєнної ситуації в інших державах. З іншого боку через «Монд діпломатік» Франція намагалась впливати на дипломатичні кола закордонних країн, відстоюючи національні інтереси. У той період Франція вела колоніальну війну в Індокитаї та намагалася зберегти свої колонії у Північній та Центральній Африці.
З самого початку свого існування «Монд діпломатік» щомісяця подавав якісні аналітичні матеріали на міжнародну і зовнішньополітичну проблематику, інтерв'ю з відомими політиками і політологами.

### 1954—1989
«Монд діпломатік» була заснована в 1954 році Юбером Бев-Мері, засновником і директором Le Monde. 2 травня видання з'явилося в кіосках. Її підзаголовоком став — «Орган консульських та дипломатичних кіл». Її першим головним редактором Франсуа Хонті.
Клод Жюльєн став другим редактором газети в січні 1973. Він почав боротьбу за автономію газети, і саме той час, тираж «Монд діпломатік» підскочив з 5000 до 50,000 примірників. «Монд діпломатік» взяла незалежну позицію, критикуючи неоліберальної ідеології та політику 1980-х років, в особі Марагарет Тетчер і Рональда Рейгана.
1989-го представники акціонерної спілки «Монд» (Le Monde) та співробітники «Монд Діпломатік» підписали угоду про створення орієнтаціонної ради (фр. un conseil d'orientation). Тепер «Монд Діпломатік» звітував щомісяця лише перед цією радою.

### Після Холодної війни
Після падіння Берлінського муру і війни в Перській затоці 1990—1991 років газета зробила важливий поворот і піддала критиці «Американський хрестовий похід». Ігнасіо Рамоне, обраний директором «Монд діпломатік» в січні 1991 року, проаналізував світ після Холодної війни та звернув особливу увагу на «етнічні» конфлікти — війни в колишній Югославії, геноцид у Руанді 1994 року, конфлікти на Кавказі тощо, а також на нові інформаційні технології.
1994 року директор Le Monde Жан-Марі Коломбані вивів «Монд Діпломатік» в окремий філіал. Група «Монд» (Le Monde) отримала 51 % акцій філіалу, а 49 % — розділили асоціація «Гюнтер Хольцман» (співробітники «Монд Діпломатік») та «Друзі» (читачі «Монд Діпломатік»).
Після того, як Ігнасіо Рамоне опублікував знамениту передову в січні 1995 року, де було вигадано термін «pensée unique» («єдина думка») аби описати перевагу неоліберальної ідеології, газета підтримала у листопаді-грудні 1995 загальний страйк у Франції проти плану прем'єр-міністра Ален Жюппе скоротити пенсії.

## Сучасність
Сьогодні «Монд діпломатік» — потужний міжнародний проект, який має 30 мовних версій у 50 країнах світу, представлений в інтернеті та є знаковим медіа на світовому ринку преси. Газета стала авторитетним виданням. «Монд діпломатік» стала своєрідною енциклопедією для фахівців міжнародної політики.
Його наклад складає майже 200 тис. примірників і з кожним роком зростає. Це видання стало настільною книгою не тільки в міністерстві закордонних справ Франції та у французьких дипломатичних представництвах за кордоном, але майже у всіх дипломатичних відомствах різних країн світу. 